# Daniel Joseph Kelly O'Connell
Daniel Joseph Kelly O'Connell (Rugby, 25 luglio 1896 – Roma, 14 ottobre 1982) è stato un sismologo, astronomo e gesuita irlandese.

## Biografia
Nato in Inghilterra da padre irlandese e madre britannica, rimase orfano di entrambi i genitori a undici anni e si trasferì in Irlanda per studiare al Clongowes Wood College, retto dalla Compagnia di Gesù, a cui si unì nel 1913. Due anni più tardi si trasferì alla scuola di Rathfarnham Castle, dove iniziò a interessarsi di sismologia grazie a Padre William O'Leary, con cui costruì un sismografo. Successivamente studiò matematica e fisica all'University College Dublin, dove si laureò nel 1919 e conseguì la specialistica in matematica pura l'anno successivo.
Pur avendo vinto una borsa di studio per l'Università di Cambridge, gli fu consigliato di proseguire con gli studi in un clima più mite a causa dei suoi problemi di salute. Si trasferì quindi in Australia, dove insegnò matematica e fisica al collegio gesuita di Riverview e lavorò all'osservatorio locale. Tornato in Irlanda, perfezionò gli studi in teologia e fu ordinato sacerdote il 31 luglio 1928, portando poi a compimento il terz'anno in Galles. Su raccomandazione di Johan Stein, nel 1931 iniziò a lavorare al Harvard College Observatory, dove fu profondamente influenzato dagli studi di Cecilia Payne Gaposchkin sulle stelle variabili. Tornato a Riverview nel 1933, proseguì con gli studi sulle stelle variabili e, soprattutto, le stelle binarie; nel 1935 fu eletto membro della Royal Astronomical Society e della Royal Society of New South Wales, mentre nel 1938 divenne direttore dell'osservatorio di Riverview. Nel 1949 conseguì il dottorato all'Università Nazionale d'Irlanda. Gli studi pubblicati sulle asimmetrie sui massimi delle curve di luce nell'articolo The so-called periastron effect in close eclipsing binaries (1951) portarono l'effetto O'Connell ad essere chiamato così in suo onore.
Nel 1952 fu chiamato a dirigere la Specola Vaticana, dirigendo l'osservatorio papale fino al pensionamento nel 1970. Fu proprio nel 1952 che scrisse il discorso pronunciato da Pio II davanti all'Unione Astronomica Internazionale riunitasi a Castel Gandolfo nel settembre di quell'anno. Il 24 settembre 1964 fu eletto membro della Pontificia accademia delle scienze, che diresse dal 1968 al 1972. Tra il 1955 e il 1961 fu presidente della Commissione sulle Stelle Doppie dell'Unione Astronomica Internazionale. Anche dopo il pensionamento, rimase a vivere a Roma, dove morì nel 1982 nella Curia Generalizia dei Gesuiti a Borgo Santo Spirito.